# Potrzasków (Adamów)
Potrzasków – część wsi Adamów w Polsce położona w województwie mazowieckim, w powiecie gostynińskim, w gminie Szczawin Kościelny.
W latach 1975–1998 Potrzasków należał administracyjnie do województwa płockiego.